# Jan Białobłocki
Jan Nepomucen Białobłocki (* 1805, Sokołowo, Golub-Dobrzyń; † 31. März 1828, ebenda) war ein enger Jugendfreund und Brief-Adressat des polnisch-französischen Komponisten Frédéric Chopin.
Einer aristokratischen Familie entstammend, begann er 1816 am Warschauer Lyzeum zu studieren. Einer seiner Lehrer war Nicolas Chopin, der Vater des Komponisten. Białobłocki lebte im angesehenen Studentenwohnheim, welches die Eltern Chopins in Warschau führten. Er war künstlerisch begabt, spielte Klavier, sang in einem Chor und nahm Malunterricht. Ab 1823 studierte Białobłocki an der Warschauer Universität Jura. Er wurde zu einem engen Freund von Frédéric, verbrachte insbesondere während seiner Sommerferien 1824 und 1825 viel Zeit mit ihm. Chopin schrieb ihm auch zahlreiche Briefe. Dabei verwendete Chopin oft Białobłockis Kosenamen „Jaś“.

„Lieber Jaś! Erwarte in diesem Brief keine gewöhnlichen Namenstagskomplimente, jene Gefühle, Ergüsse, Ausrufe, Apostrophierungen, pathetischen Reden und ähnlichen Unfug, Blödsinn, ähnliche Albernheiten und Schwafeleien; […] wen eine elfjährige Freundschaft bindet, wer 132mal gemeinsam die Monate gezählt, 468 Wochen angefangen hat, wer 3’960 Tage, 95’040 Stunden, 5‘702‘400 Minuten, 342‘144‘000 Sekunden gemeinsam geatmet hat, der braucht nicht einmal an sich zu erinnern, braucht keine Briefe mit Komplimenten zu schicken, denn er wird nie das Schreiben, was er möchte. […] So lebe denn glücklich, teurer, lieber Jaś, ich erwarte Deinen Brief. Sei herzlich umarmt.“

1828 starb Białobłocki an Knochen-Tuberkulose, unverheiratet, auf dem Familienanwesen in Sokołowo.